# Внутри (фильм, 2011)
«Внутри» (англ. Inside) — триллер, интерактивный фильм, распространяемый в социальных сетях, включая Facebook, YouTube и Twitter, созданный в партнёрстве Intel и Toshiba.
Сценарий написан Дениэлом Карузо, в главной роли снялась Эмми Россум. Первый эпизод появился на сайте 25 июля 2011 года. Зрители могли влиять на развитие сюжета, они должны были помочь главной героине Кристине выбраться из затруднительной ситуации. «Внутри» имеет сходство с фильмом «Не оставляющий следа» (2008), где интернет-сообщество пытается разгадать похищение.
Полный фильм стал доступен для просмотра в Интернете 6 сентября 2011 года на сайте. На данный момент фильм, по-видимому, удалён из Интернета; веб-сайт и канал на YouTube больше не существуют.

## Сюжет
Кристина — оптимистичная, сильная девушка двадцати четырёх лет. Одним утром она просыпается запертой в комнате и не знает, как и по чьей воле туда попала. Похитители оставили ей только ноутбук. Поймав нестабильный сигнал Wi-Fi, она обращается к друзьям, родственникам и интернет-аудитории через социальные сети. Она делится фактами, уликами, фотографиями и видео, которые помогут зрителям в выяснении, где она, кто её похититель, и какие у него цели.

## В ролях
- Эмми Россум — Кристина Перассо
- Купер Тортон — федеральный агент Стю Макартур
- Джейк Абель — Кирк Фрэнсис
- Молли Каган — Кэти Перассо
- Мелисса Тан — Дженифер Майер
- Миранда Майо — Эмма Хикокс